# Баллонный гидроаккумулятор
Баллонный гидроаккумулятор получил своё название благодаря форме разделителя, отделяющего газ от жидкости: на вид он напоминает резиновый баллон или вытянутую грушу, находящуюся в такой же по форме металлической ёмкости.
С одной стороны аккумулятора резиновая груша заправляется азотом или воздухом, а с другой стороны он подсоединяется к рабочей полости, из которой поступает жидкость (в промышленности используется минеральное и синтетическое масло). В это время баллон с газом сжимается, уступая объём жидкости. Когда давление в системе падает — газ в баллоне расширяется, вытесняя масло обратно в систему, тем самым восполняя нехватку жидкости. Дальше насос опять заправляет аккумулятор маслом под давлением, заставляя баллон сжиматься.
Благодаря своим конструктивным особенностям, баллонный гидроаккумулятор не так инертен, как поршневой. По сравнению с мембранными гидроаккумуляторами, отличается большими размерами.
Функции:
- питание гидравлической системы в аварийных ситуациях;
- аккумулирование энергии;
- уравновешивание сил;
- компенсация утечек жидкости;
- подвеска транспортного средства;
- гашение гидроударов и пульсаций;
- поддержание необходимого давления в системе при выключенном насосе.